# Gayal
Gayal (Bos frontalis nebo Bos gaurus frontalis) neboli mithun je mohutný asijský tur, považovaný buď za domestikovanou formu gaura nebo za křížence gaura s domácím skotem (Bos indicus nebo Bos taurus).

## Popis a morfologie
Od gaura se gayal liší menší velikostí, tvarem rohů, lebky i zbarvením. Jeho kohoutková výška se pohybuje okolo 150 až 170 cm, délka těla dosahuje asi 300 cm, hmotnost 650–900 kg. hrb na hřbetě, který je zejména u samců gaura velmi výrazný, má gayal jen slabě naznačen. Na hrdle má gayal výrazný kožní lalok. Lebka je kratší a nižší než u gaura, s velmi širokým čelem. Nejvýraznějším rozdílem oproti gaurovi je tvar rohů, které jsou velmi silné a rovné, nebo jen slabě zahnuté, gaur má rohy delší a zahnuté silně vzhůru. Typické zbarvení gayala je hnědočervené, tmavě hnědé až černé, s bílými končetinami, vzácně se objevují i jedinci zbarveni bíle či strakáči.

## Chov a rozšíření
Gayal je chován místy v oblasti severovýchodní Indie, především v Nágálandu a Arunáčalpradéši, dále v Bangladéši, na severu Barmy a u kmene Lho pa v jihovýchodním Tibetu a čínském Jün-nanu. Zpravidla je chován polodivoce ve stádech, a to pro maso a kůži, vzácně jako pracovní zvíře. Do vesnice lze gayaly přilákat pouze pomocí soli, kterou velmi rádi lízají. Zdejší domorodci ho používají také jako platidlo nebo obětní zvíře. Jeho hospodářské využití je ovšem omezené. Mléko gayala je velmi husté a tučné, stačí však pouze pro výživu telete. Proto se krávy většinou nedojí. Maso gayala je chutné, zvířata ale rostou velmi pomalu a pozdě dospívají.

## Zajímavosti
Je zajímavé, že gayalí krávy jsou mnohem agresívnější než býci, především v období, kdy pečují o mládě. Hlas gayala se podobá spíše troubení jelena než bučení domácího skotu, zní jako hluboké, protáhlé "yyý".

## ZOO
Gayal bývá někdy chován v zoo, v Česku v Zooparku Vyškov.